# Schützen (associazioni)

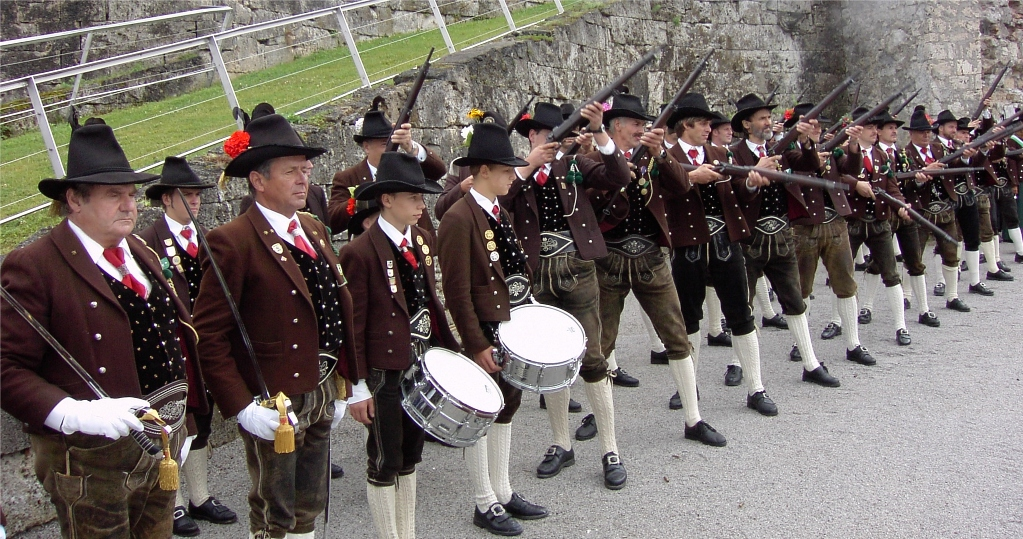
Una compagnia di Schützen di Kufstein.

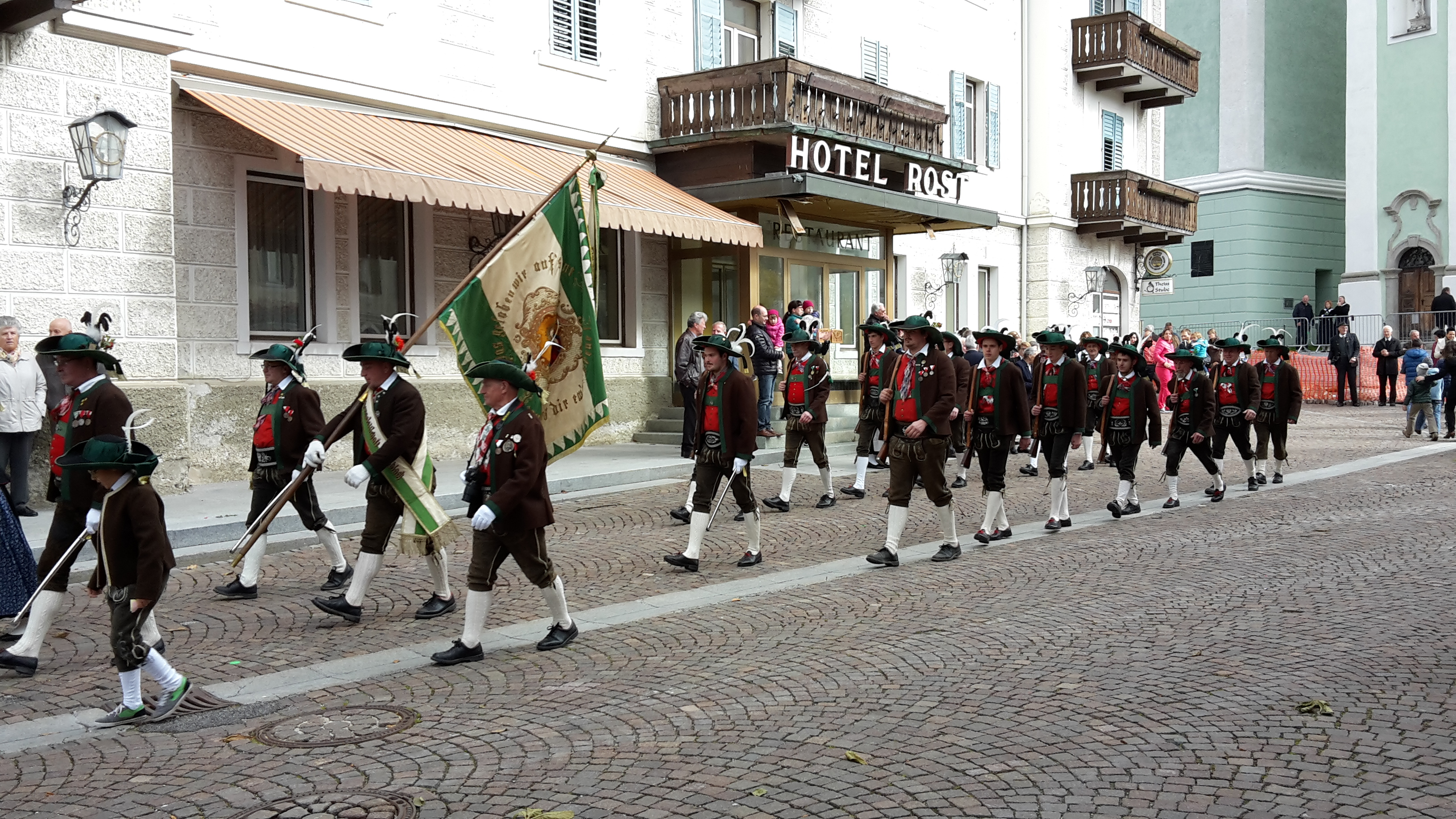
La compagnia di Dobbiaco.

Gli Schützen sono i membri di associazioni che si ispirano alle tradizioni dei bersaglieri tirolesi, milizie per la difesa territoriale, le quali a partire dal XVI secolo operavano nella contea del Tirolo, nel principato vescovile di Trento e Bressanone. 
Tali associazioni, costituitesi a partire dagli anni cinquanta, si trovano nel Tirolo, in Trentino, in Alto Adige e in provincia di Belluno.

## Storia
Le associazioni Schützen si ispirano agli Standschützen che sino ai primi decenni del XX secolo costituivano una milizia (Landsturm) presente nella contea del Tirolo e nella quale prestavano volontariamente servizio i cittadini tirolesi (indipendentemente dall'aver svolto o meno il servizio militare). Gli Standschützen erano quindi dei civili che la domenica erano tenuti ad esercitarsi presso un poligono di tiro che costituiva la sede della compagnia. Le antiche finalità erano quelle di disporre di una forza militare per la difesa del territorio, da mobilitare solo in caso di necessità. Questo avvenne l'ultima volta durante la prima guerra mondiale. Erano distinti dagli k.k. Landesschützen, corpo effettivo del Landwehr, nel quale prestavano servizio i coscritti tirolesi.
In origine le compagnie non erano un puro e semplice luogo di addestramento militare ma anche nuclei di aggregazione sociale e le associazioni Schützen  nate nella seconda metà del XX secolo intendono far rivivere questa tradizione anche dopo lo scioglimento del corpo, avvenuto con la caduta della monarchia asburgica ed evidenziano alcune problematiche tipiche delle zone di confine col rapporto tra due mondi dalle diverse tradizioni.  Alcide De Gasperi aveva intuito prima dello scoppio della grande guerra la difficoltà di far raggiungere alle parti opposte un riconoscimento reciproco delle specificità mentre in precedenza, durante il risorgimento, definire il Trentino come il "Tirolo italiano" non creava problemi particolari.
Ancora nel 1949 il Consiglio regionale aveva deplorato il consigliere Caproni che aveva affermato che: il nome del Tirolo per noi, dopo il Signore Iddio, è tutto mentre durante una seduta dello stesso consiglio, nel 1985, varie rappresentanze, trentine e altoatesine, si sono richiamate al Tirolo con dichiarazioni pacificamente accettate dicendo di sentirsi prima tirolesi e poi cittadini dello Stato italiano.

### Annessione all'Italia e italianizzazione fascista dell'Alto Adige (1918-1943)

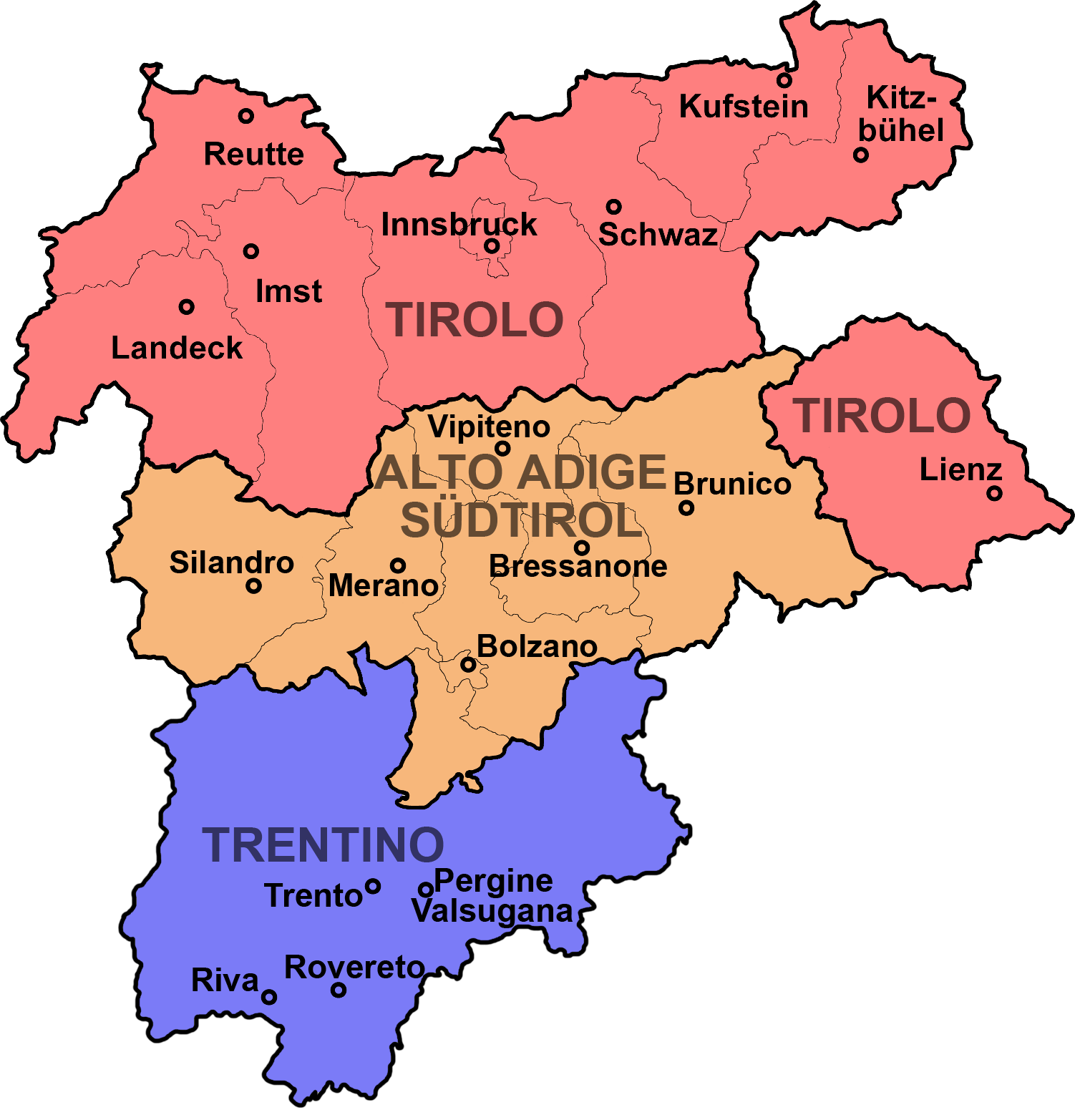
L'area tirolese, la cui parte meridionale passò all'Italia con il Trattato di Saint-Germain del 1919.

Tra il 1919 ed il 1921 in Italia iniziò ad affermarsi fascismo. In Alto Adige si verificarono violenze ad opera degli squadristi. A Bolzano il maestro elementare Franz Innerhofer rimase vittima degli scontri avvenuti presso la Fiera di Bolzano tra le persone che sfilavano in costume tradizionale ed una squadra d'azione fascista comandata da Achille Starace.
Anche il trentino Eduard Reut-Nicolussi e il bolzanino Friedrich von Toggenburg, eletti alla Camera dei deputati nel 1921, furono osteggiati dalla classe dirigente italiana e fu loro impedito di prendere parte alla prima seduta del parlamento. In questo clima di epurazione nei confronti di chi aveva parteggiato o combattuto per l'Impero asburgico fu in prima fila la Legione trentina, formata dagli irredentisti.
Dal 1922, con la presa del potere da parte del fascismo, iniziò a realizzarsi una politica di italianizzazione del Sudtirolo ed il principale artefice teorico di tale iniziativa fu Ettore Tolomei che vide nell'industrializzazione delle aree di Bolzano e Merano un'occasione per favorire l'immigrazione di popolazione di lingua italiana dalle altre regioni. Questa politica portò all'eliminazione della lingua tedesca dalle scuole ed alla proibizione di usarla pubblicamente, venne vietato l'uso di costumi tradizionali e vennero italianizzati i nomi delle località, i cognomi delle persone e gli stessi nomi delle lapidi nei cimiteri.
Quando Hitler arrivò al potere si alleò con Mussolini e in breve la Germania, che intanto aveva annesso l'Austria, rinunciò ad ogni diritto sulle terre del Sudtirolo. Accordi successivi, di poco precedenti lo scoppio della seconda guerra mondiale, portarono alle cosiddette Opzioni, che prevedevano per la popolazione di lingua tedesca l'obbligo di scegliere se ottenere la cittadinanza tedesca ed emigrare nei territori del Terzo Reich o se rimanere in Italia accettando cittadinanza e lingua italiana.
L'ottantacinque per cento dei sudtirolesi scelse l'espatrio ma le operazioni si interruppero durante la guerra quando arrivò l'8 settembre 1943 e la regione cadde sotto il controllo nazista.

### Land Tirolo (1918-1945)
In precedenza, con la scomparsa dell'Austria come entità politica autonoma, il nazismo aveva iniziato a legare nei territori sotto il suo controllo le tradizioni cattoliche tipiche degli Schützen all'ideologia della militarizzazione della popolazione su basi anticristiane e pagane. Venne fondata così la Tiroler Standschützen Band (Associazione dei bersaglieri tirolesi).

### Armistizio e occupazione nazista (1943-1945)
Nel 1943 ricomparvero così in territorio italiano le associazioni Schützen, che tuttavia erano (come spiegato sopra) diverse da quelle storiche legate al mondo austriaco, e in seguito si parlò di quel periodo come di strumentalizzazione. I tedeschi infatti tentarono di coinvolgere queste organizzazioni sul piano militare, ma trovarono varie resistenze e mai piena adesione agli ideali nazisti. La popolazione altoatesina infatti ricordava ancora il patto tra Mussolini ed Hitler.

### Alto Adige dal secondo dopoguerra
Nei primi anni del secondo dopoguerra in Italia non si registrarono momenti significativi legati a queste associazioni. Nel 1957 e con l'avvicinarsi delle celebrazioni per la sollevazione di Andreas Hofer vennero rifondate le prime compagnie. L'Unione sudtirolese degli Schützen (Südtiroler Schützenbund) venne fondata nel 1957 e la prima importante manifestazione alla quale partecipò, nel 1959, ebbe luogo ad Innsbruck.
Lo storico altoatesino Leopold Steurer evidenziò che tra i promotori della rifondazione vi furono diversi reduci delle forze armate tedesche (Wehrmacht ed SS), pluridecorati e con profondi legami col nazismo. Questi legami non sono mai stati rinnegati. Sempre secondo Steurer, un simile ambiente fu fertile terreno di crescita per i terroristi sudtirolesi che operarono negli anni '60.

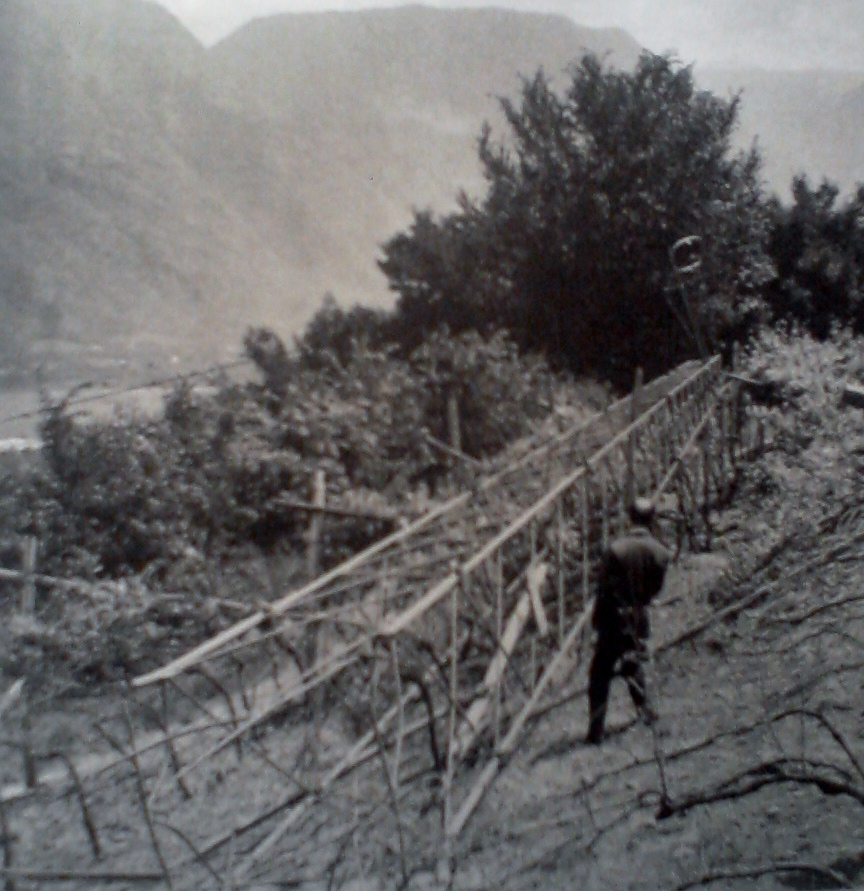
Attentato ad un traliccio dell'alta tensione in Alto Adige nel giugno del 1961.

In Alto Adige si verificarono diversi attentati dinamitardi nel 1961 e vi furono coinvolti vari comandanti e dirigenti dei gruppi Schützen. Il ministro degli interni sciolse queste compagnie considerate associazioni paramilitari e vietò ai suoi membri di portare uniformi. Lo Schützenbund (la federazione cui fanno capo le associazioni Schützen) cessò quindi quasi completamente, rimanendo in attività solo 25 compagnie nella Bassa Atesina e in Val d'Isarco. Nel 1968 il decreto di scioglimento venne annullato e lo Schützenbund fu riavviato sotto la guida di Bruno Hosp con la fondazione di molte nuove compagnie.

### Alpenregion
Nel 1975 le organizzazioni della Baviera, del Tirolo e del Sudtirolo confluirono nella Alpenregion der Schützen e nel 1995 venne fondato lo Gesamttirolischer Schützenbund (Unione degli Schützen del Tirolo storico), nel quale entrarono anche le compagnie del Trentino.

### Trattati internazionali
Sulla situazione degli altoatesini di lingua tedesca a partire dal primo dopoguerra intervennero ben quattro trattati internazionali:
- Il Trattato di Saint-Germain, nel 1919, che stabiliva che il Tirolo cisalpino (le odierne province autonome di Bolzano e di Trento) venivano annessi al Regno d'Italia.
- L'accordo sulle Opzioni, nel 1939, che prevedeva l'obbligo di scegliere se rimanere cittadini italiani o diventare cittadini tedeschi lasciando l'Italia.
- L'Accordo De Gasperi-Gruber, del 1946, che tutelava la minoranza linguistica tedesca del Trentino-Alto Adige.[14]
- Il Pacchetto per l'Alto Adige, chiuso nel 1969, che stabiliva definitivamente le norme conclusive riguardanti la questione dell'autonomia politica e linguistica dell'Alto Adige.

## Organizzazione
L'organizzazione degli Schützen rimanda alle formazioni militari presenti sino al 1918 nel Tirolo e, anche se in Italia i soci di queste associazioni non hanno mai prestato servizio nei corpi militari ai quali si ispirano poiché nel frattempo le condizioni sociopolitiche sono sensibilimente mutate, tra di loro viene utilizzato il grado per ottenere una struttura gerarchica.
- In Alto Adige questo sistema gerarchico comprende il Landeskommandant, il Landeskommandant-Stellvertreter, il Bundesgeschäftsführer, il Bundeskassier e il Bezirksmajor (ognuno di questi a capo di uno dei 7 Bezirke (circondari): Bolzano, Bressanone, Burgraviato e val Passiria, val Pusteria, Alta val d'Isarco, Bassa Atesina e val Venosta). Il comandante degli Schützen sudtirolesi è Elmar Thaler, succeduto a Paul Bacher nella primavera del 2011.

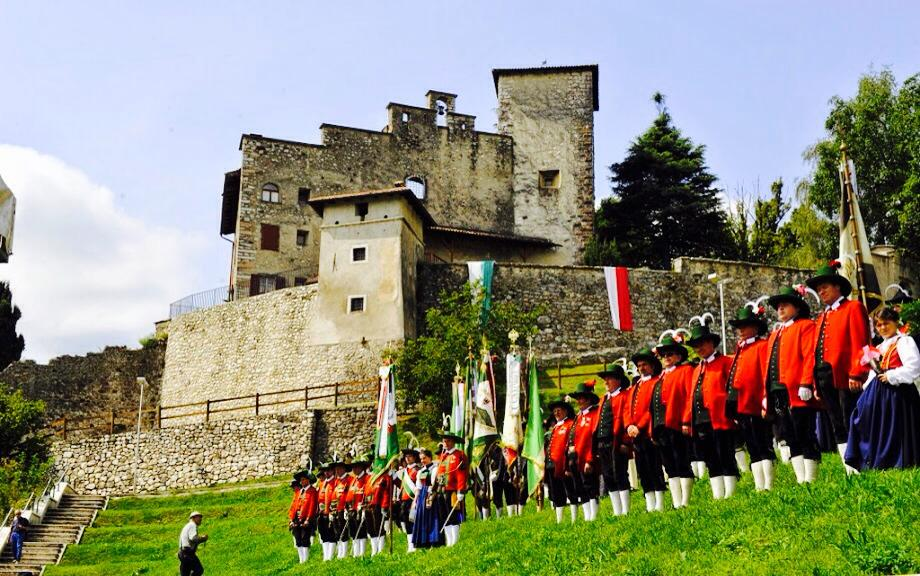
La Schützenkompanie Castelam presso il castello di Castellano il giorno della rifondazione

- In Trentino le ventisei compagnie trentine sono organizzate in modo analogo e dispongono anche di una banda musicale (Musikkapelle Kalisberg) inserita nella compagnia di Civezzano. Il primo Landeskommandant degli Schützen trentini è stato per oltre vent'anni Carlo Cadrobbi, fondatore della compagnia "Nikolaus von Firmian" di Mezzocorona. Il comandante provinciale (Landeskommandant), già capitano della compagnia "Roveredo-Rofreit", è Enzo Cestari.

In Alto Adige le prime compagnie vennero fondate (come già ricordato) nel 1957, poi sciolte nel 1961 ed infine rifondate nel 1968. in Trentino la prima compagnia, la "Nikolaus von Firmian" a Mezzocorona, venne costituita solo nel 1983. Ulteriori compagnie sono state fondate nel corso degli anni, anche se si tratta di una realtà ancora numericamente limitata rispetto a quella sudtirolese. 
Complessivamente nel 2010 nel Sudtirolo erano presenti 140 compagnie con 5128 membri attivi. Tra questi 672 vivandiere e 423 giovani. In Trentino 26 compagnie con 465 membri attivi (50 vivandiere e 15 giovani). 
Fonti delle associazioni Schützen forniscono dati leggermente diversi riguardo ai numeri in Alto Adige, parlando di 138 compagnie e due bande musicali, con complessivamente 5.100 membri (fra Schützen, Marketenderinnen e Jungschützen).
Stessa situazione per i numeri in Trentino, dove nel 2017 erano presenti circa 600 membri (inclusi giovani e Marketenderinnen) distribuiti su un totale di 26 compagnie.
- Nel bellunese sono presenti due compagnie, rifondate in tempi più recenti a Cortina d'Ampezzo (Schützenkompanie Šizar Anpezo- Hayden) e Livinallongo (Schützenkompanie Buchenstein).[19][20]

## Finalità
(da: Preghiera degli Schützen.)
Il 17 settembre 1995 per le vie di Innsbruck, al termine di una sfilata di Schützen trentini, tirolesi e sudtirolesi, venne sancita la nascita della federazione unitaria, il Bund.
Le associazioni Schützen hanno come motivi ispiratori la difesa della propria identità storica, territoriale, culturale e morale, non limitandosi alle semplici parate in costume. Inoltre intendono collaborare, sempre su base volontaria, alle attività locali.
Nella Provincia autonoma di Bolzano, tra le finalità di queste associazioni vi è anche la secessione dell'Alto Adige dall'Italia nel nome dell'autodeterminazione del popolo sudtirolese. In varie occasioni si sono opposti quindi alla presenza italiana in provincia, o al riconoscimento delle istituzioni italiane. Svariate sono le posizioni controverse: i terroristi sudtirolesi, appartenenti al "Gruppo Stieler", al Befreiungsausschuss Südtirol e all'organizzazione Ein Tirol, sono considerati come eroi e patrioti, mentre le Forze armate italiane (Carabinieri, Polizia e Guardia di Finanza) vengono definite "occupanti".

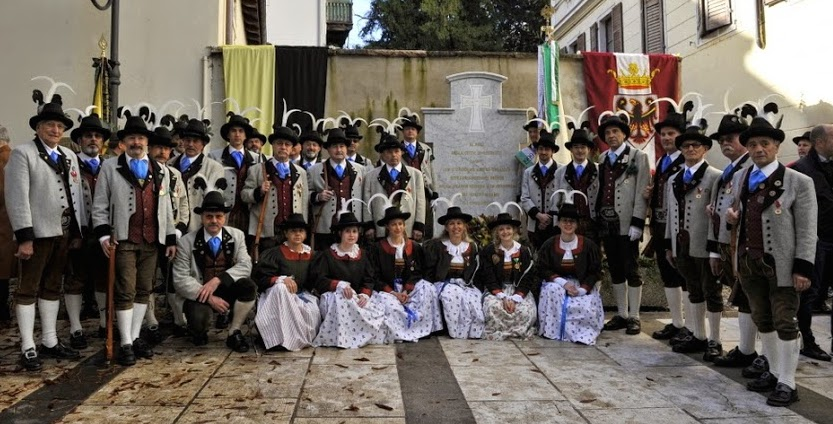
Schützenkompanie Giuseppe Maria Fedrigoni Roveredo.

Non mancano al loro interno infiltrazioni di estrema destra. Le connotazioni politiche degli Schützen altoatesini non sono sempre condivise dagli Schützen austriaci e trentini.
Anche in Trentino queste associazioni si ripropongono di far rivivere, tramandare e valorizzare la tradizione culturale e storica tirolese, spesso in forte polemica con la popolazione di cultura alpina italiana, tuttavia in questo caso le spinte autonomiste sono meno sentite.
Le attività della Federazione degli Schützen del Tirolo Meridionale (o Welschtiroler Schützenbund) oltre alle rievocazioni storiche includono anche attività in campo sociale, con la partecipazione ad attività di volontariato e beneficenza. Le associazioni Schützen sfilano in occasione delle principali ricorrenze religiose cattoliche e storiche, quali la festività del loro patrono San Sebastiano, la processione del Venerdì santo, il Corpus Domini, San Lorenzo e il Sacro Cuore di Gesù. Inoltre ogni anno ricordano i caduti austro-ungarici durante la prima guerra mondiale, celebrando una messa di suffragio presso uno dei cimiteri austro-ungarici presenti in provincia di Trento.
Da un punto di vista giuridico gli Schützen sono associazioni di volontariato di carattere privato senza alcun compito di difesa territoriale. Le compagnie, spesso provviste di armi modificate (fucili a salve e spade con punta smussata), partecipano a manifestazioni di carattere storico-rievocativo e a cerimonie religiose. Le loro manifestazioni costituiscono spesso un'attrazione turistica.
Le associazioni promuovono attività di recupero di luoghi di importanza storico-culturale e religiosa (restauro di postazioni risalenti alla prima guerra mondiale, come all'Asmara vicino Mori, apertura al pubblico di eremi e santuari).
Sebbene nominalmente apolitiche le associazioni Schützen portano avanti valori molto specifici, sintetizzabili nel motto conservatore "Dio, patria e famiglia". Si propongono quindi la tutela dei valori cattolici, delle tradizioni e dei costumi tipici del territorio un tempo tirolese. 
Martin Beilhack, Hauptmann della Schützenkompanie Waakirchen, all'Alpenregionstreffen del 2016 in Baviera ha detto che è arrivato il tempo di promuovere l’amicizia e la collaborazione tra i nostri popoli.

## Costumi, bandiere, armi

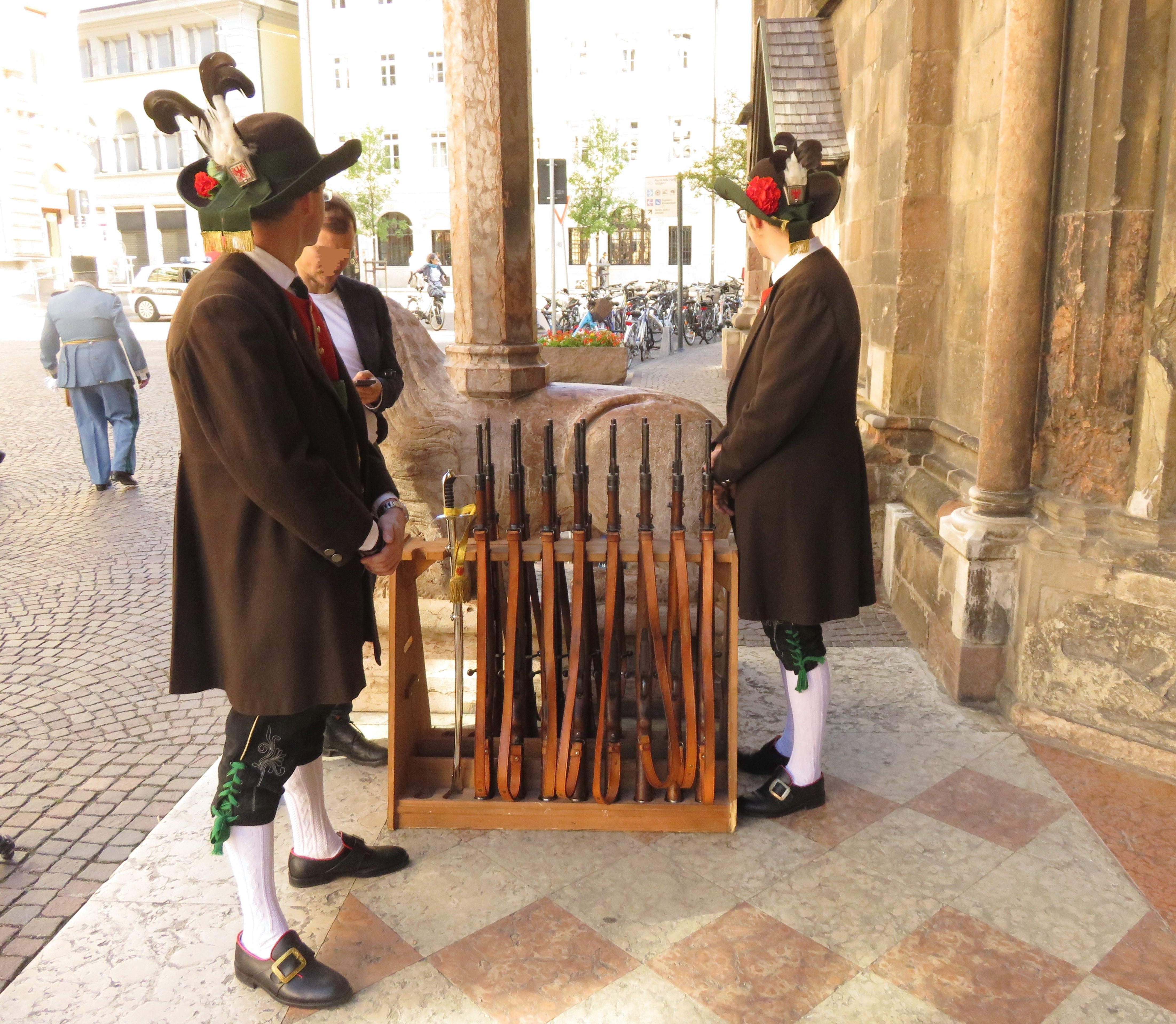
Fucili Mauser Karabiner 98k e sciabola raccolti nella rastrelliera In attesa del loro utilizzo per la tradizionale processione del Sacro Cuore di Gesù, a Bolzano.

Gli aderenti alle associazioni Schützen sfilano in costumi da cerimonia tradizionali che, nella stragrande maggioranza dei casi, comprendono un cappello ornato di piume di fagiano di monte e decori floreali: fiori bianchi e rossi per feste, rifondazioni o anniversari; foglie di quercia per cerimonie solenni o di notevole importanza; ramo di abete bianco con tre punte verso l'alto per funerali o messe di suffragio ai caduti in guerra (in tal caso sulla bandiera della compagnia viene appesa una striscia color nero a indicare il lutto).
I vestiti variano da compagnia a compagnia essendo ispirati ai vestiti tradizionali della zona di appartenenza. Sono frutto di ricerche storiche svolte dall'associazione specializzata Unsere Tracht.
Ogni compagnia è dotata di una propria bandiera che generalmente su di un verso reca l'immagine del Sacro Cuore di Gesù o altra icona sacra, mentre sul lato opposto presenta un'immagine che identifica il luogo di provenienza del gruppo. Anche in questo caso il riferimento è alla bandiera utilizzata dalla compagnia Schützen di epoca storica attiva nello stesso territorio.

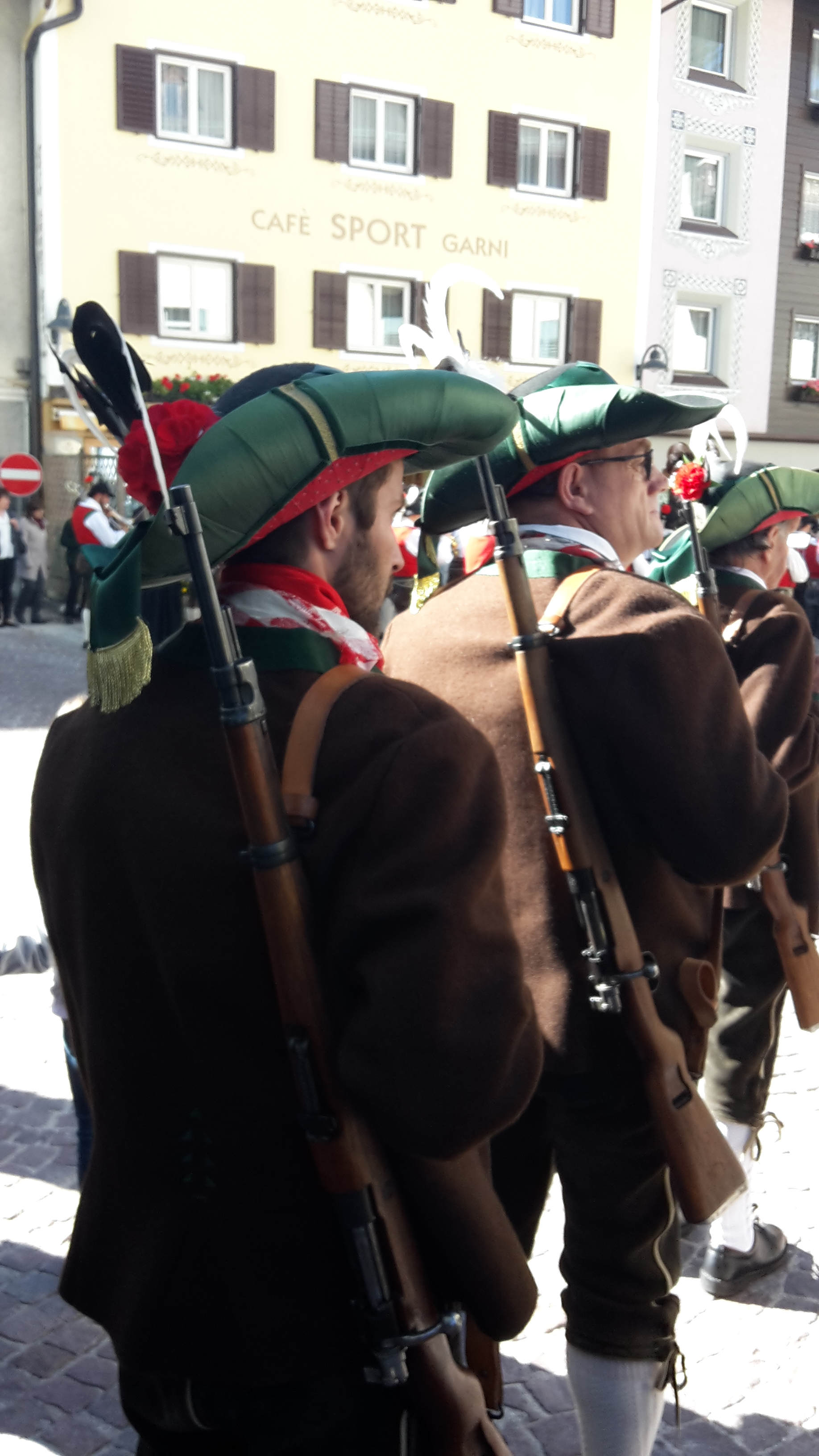
Schützen della compagnia di Dobbiaco con il Mauser a canna otturata in dotazione.

Le antiche compagnie avevano compito di difesa territoriale e le associazioni odierne, loro eredi ideali, sono dotate di un'arma da cerimonia, utilizzata per colpi a salve d'onore. Poiché nessuna associazione privata può detenere armi autentiche vengono utilizzati fucili con le canne otturate e sciabole prive di punta a lama smussata (queste ultime solo per gli ufficiali). Nel marzo 2017 un europarlamentare dell'SVP ha ottenuto in sede europea che le compagnie dai cappelli piumati non fossero obbligate al possesso del porto d'armi per poter sparare a salve alle loro cerimonie.
Sono utilizzati fucili Mauser 98K, residuati bellici delle forze armate della Germania nazista. Quest'ultimo aspetto non ha mancato di suscitare polemiche, sia nel consiglio provinciale di Trento che nel consiglio provinciale di Bolzano, che vertevano appunto sul fatto che tale modello era stato in dotazione alle forze armate tedesche nella seconda guerra mondiale, quindi alla Wehrmacht e alle SS. La replica di Tiziano Mellarini e di Philipp Achammer hanno posto in rilievo l'estraneità dell'ente pubblico (province di Trento e Bolzano) nelle operazioni di acquisto, la facile reperibilità di questo modello, il costo relativamente basso e la possibilità di modificarlo secondo la normativa.

## Controversie
In Trentino-Alto Adige alcune compagnie sono state anche oggetto di controversie e indagini: 
- Risultano contatti fra gli Schützen ed organizzazioni neonaziste. Nel 1987 ad esempio, suscitò scandalo la partecipazione di 50 Schützen altoatesini al raduno della Deutsche Volksunion.[40][41][42][43][44][45][46][47][48]
- Il 17 febbraio 1997 l'ideologo degli Schützen Peter Paul Rainer assassina Christian Waldner, 37 anni, consigliere regionale, che lo aveva ricattato.[49]
- Nel 2008 un articolo di Panorama segnala che nella casa di Gudrun Sprenger Ceolan, moglie del capo degli Schützen di Salorno, nel corso di una perquisizione furono ritrovati bandiere, busti e altri cimeli hitleriani.[50]
- In varie occasioni, come nel 2010, gli Schützen hanno celebrato il terrorismo degli anni sessanta.[51][52][53][54][55] Nel 2017 alcuni gruppi altoatesini hanno commemorato il terrorista Sepp Kerschbaumer.[56]
- Nel settembre 2012 un appartenente alla compagnia di Merano, Kevin Montolli, uccide una prostituta.[57] In seguito la compagnia nega però l'affiliazione.[58] Pochi giorni dopo Luis Durnwalder, presidente della Provincia di Bolzano dichiara di voler dimezzare i fondi devoluti fino ad allora dall'ente pubblico.[59]
- Nell'ottobre 2013 il referente di Civezzano, Mario Caldonazzi, viene condannato a 8 mesi in seguito al ferimento di due persone a causa di un ordigno.[60] Lo stesso Caldonazzi due anni dopo decise di dimettersi descrivendo l'associazione come un luogo dove […] si punta al folclore, alle braciolate e alle feste della birra […].[61]
- Nell'agosto 2015 nonostante le proteste delle Società degli alpinisti tridentini (SAT)[62] e la proposta degli Alpini a una collaborazione per commemorare tutti i caduti[63] sono state posate 42 croci sui monti della Provincia Autonoma di Trento[64] per ricordare gli Standschützen caduti durante il primo conflitto mondiale. Il luogo del posizionamento della quasi totalità delle croci è sconosciuto per evitare atti di vandalismo che si sono comunque verificati.[65]
- Nel maggio 2016 le compagnie celebrano il centenario della Strafexpedition (Battaglia degli Altipiani)[66] con un manifesto riportante un bersagliere italiano colpito a morte.[67]
- Nel giugno 2016, grazie a un'interrogazione di Claudio Cia in consiglio provinciale trentino, si scopre che tra il 2009 e il 2017 le compagnie Schützen hanno ricevuto oltre 350 000 € di finanziamenti pubblici.[68][69]
- A febbraio 2017 il comandante provinciale trentino Paolo Dalprà e il vice Giuseppe Corona, coinvolti nella vicenda del «Patto elettorale» con il candidato del PATT Lorenzo Baratter, vengono condannati a 5 mesi e 10 giorni per corruzione elettorale.[70]

Nell’ottobre 2018 in appello vengono assolti perché “il fatto non sussiste”.

### Schützen e Alpini

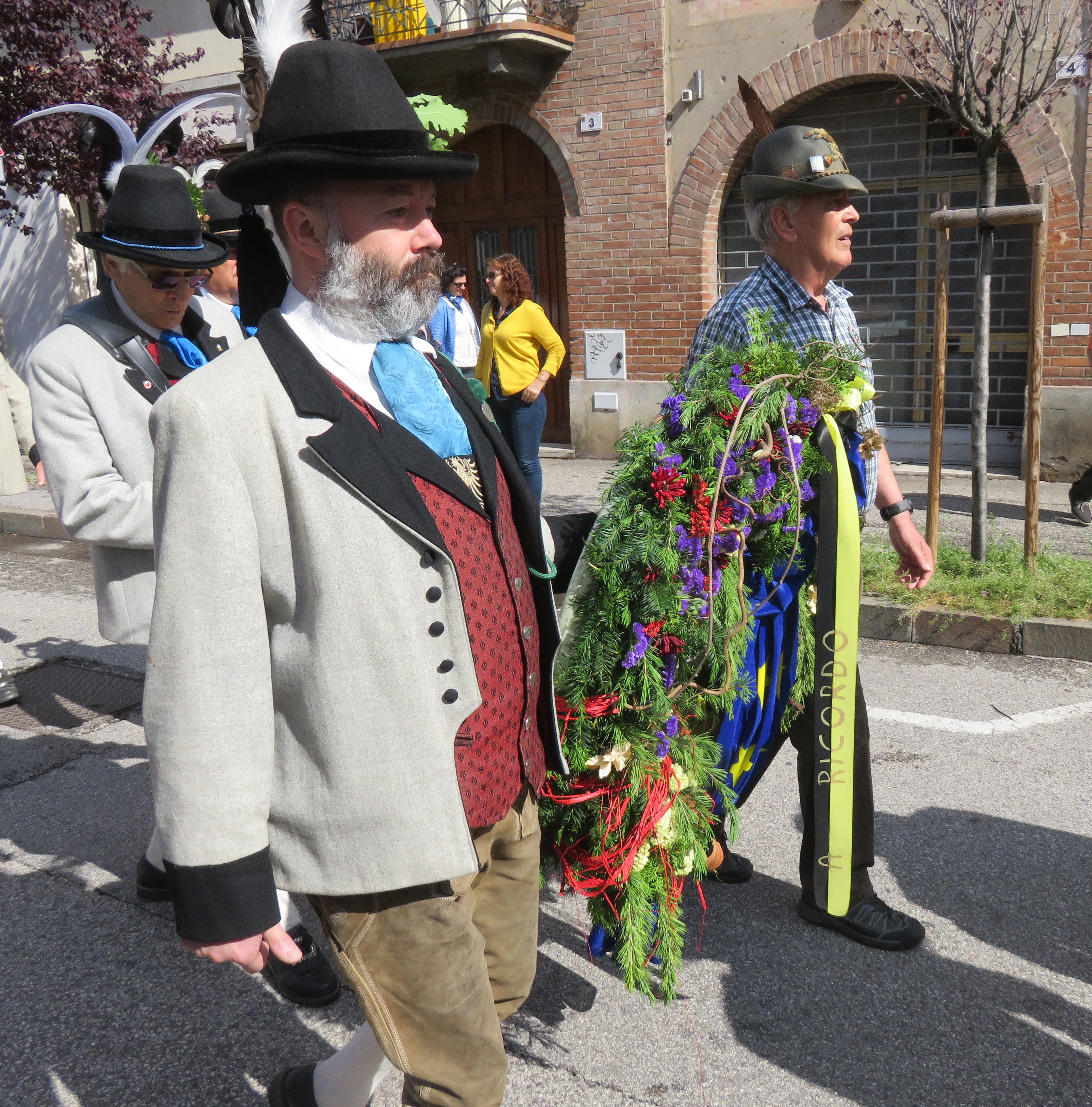
Alpini e Schützen sfilano assieme a Rovereto il 12 maggio 2018

In Trentino i caduti durante il primo conflitto mondiale sono stati a lungo visti in modo diverso a seconda della divisa indossata ed ancora nel 2008 la Schützenkompanie Roveredo-Rofreit, in una sua pubblicazione (e dopo un lungo elenco di roveretani caduti che ne occupa 13 pagine) scriveva: Per i Caduti austro-ungarici di Rovereto non esiste alcun monumento. Nel 2014 il Comune di Rovereto pose una lapide con la scritta: «Ai figli della città di Rovereto caduti con l'uniforme austro-ungarica sugli insanguinati fronti della Grande Guerra e in prigionia ripari questo marmo il lungo oblio.»
Sempre nel 2014 gli alpini del gruppo ANA di Terragnolo, dopo aver partecipato al recupero ed al restauro dell'ex cimitero austro-ungarico di Geroli trasformandolo in un monumento per onorare i caduti austro-ungarici lo inaugurarono assieme a membri di associazioni Schützen e rappresentanza di Kaiserjäger venuti dall'Austria. Nel 2015 un documento della sezione A.N.A. di Trento testimoniò della volonta di collaborare con gli Schützen.
Quando nel 2016 si parlò dell'Adunata nazionale degli alpini prevista per il 2018 a Trento alcuni responsabili dell'associazione reagirono definendola una provocazione, ma già nel corso del 2017 ci fu un gesto orientato verso la riconciliazione, anche se in quell'occasione le associazioni Schützen non furono presenti.
Poi, durante lo svolgimento della 91ª Adunata nazionale degli alpini, il Presidente della Repubblica Italiana Sergio Mattarella ha incontrato il console generale austriaco, il vicepresidente nazionale della Croce Nera d'Austria e il comandante della federazione Schützen trentina. Il giorno precedente, a Rovereto, vari gruppi alpini ANA e membri della compagnia Schützen Roveredo avevano sfilato assieme ed avevano deposto due corone di fiori alla memoria di tutti i caduti durante la Grande Guerra rendendo così reciproco omaggio ai diversi monumenti.

## Schützen in Austria
In Austria, ad Innsbruck, esiste lo Schützen-Bataillon, che è stato fondato nel 1968 come squadra di tiro a Pradl ed è formato da circa 750 membri suddivisi in undici compagnie.
Oltre al festival annuale le compagnie partecipano a varie manifestazioni sia religiose sia laiche. Nel 2018 il comandante del battaglione è Helmuth Paolazzi.
Un'altra associazione si trova a Vorarlberg. Qui è stata fondata nel 1961 come associazione di tiro. Il 18 aprile 1989 fu eletto Oberschützenmeister Werner Unterkircher. Dal 2003 il suo successore è Siegfried Aberer.

## Gebirgsschützen in Baviera

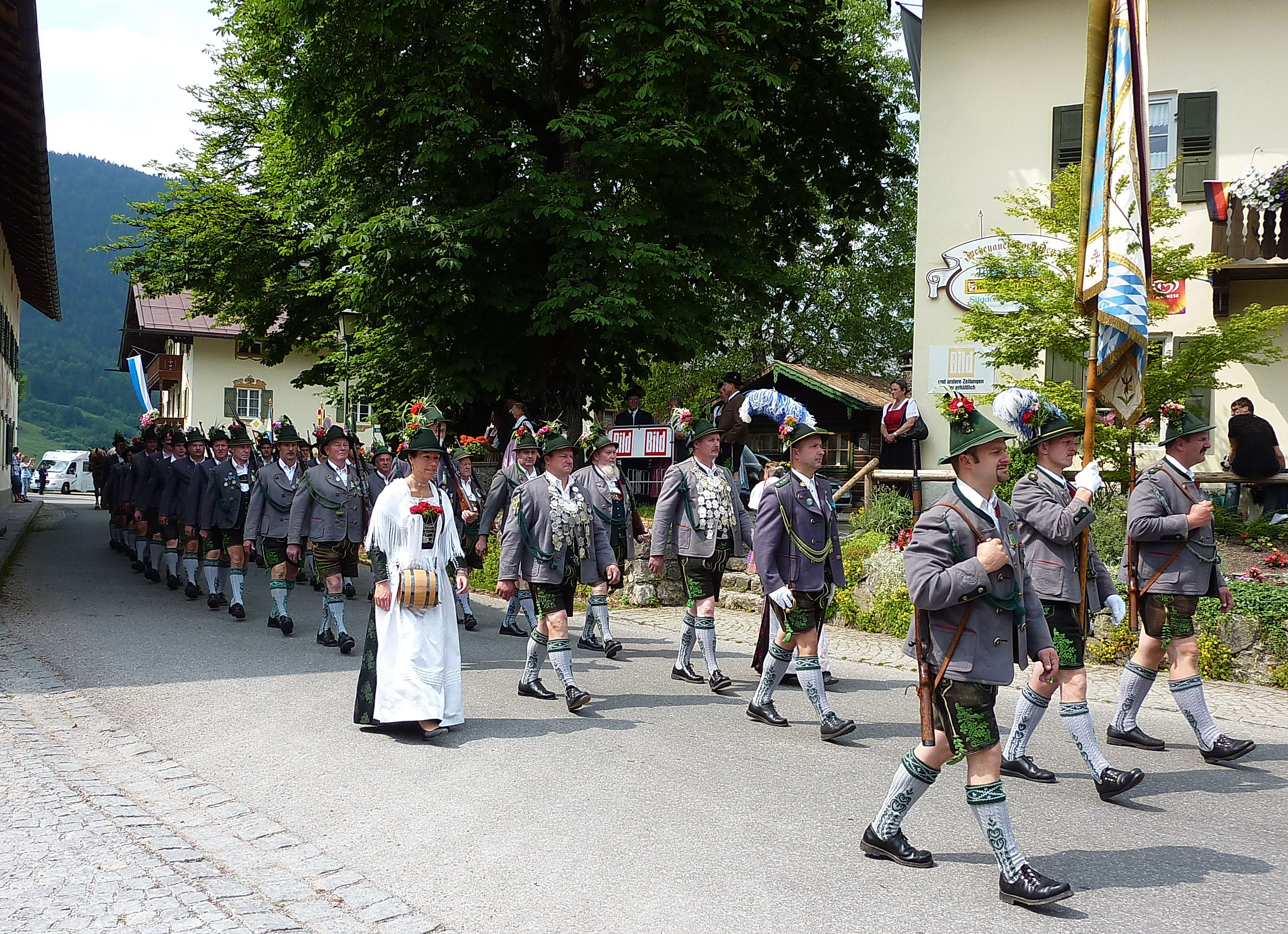
Gebirgsschützen

In Baviera è presente una compagnia Gebirgsschützen a Waakirchen assieme ad altre sul territorio. I Fucilieri della montagna bavarese sono associazioni tedesche soltanto simili alle associazioni tirolesi. I Gebirgsschützen hanno in Germania altri gruppi a loro maggiormente affini in particolare a Krefeld, nel Nord Reno-Westfalia, a Verberg ed a Linn.

## Marketenderinnen
Il termine "Marketenderinnen" (vivandiere) è utilizzato per indicare le donne che accompagnano una banda od associazioni folkloristiche, in Germania meridionale, Austria, Nord dell'Assia e nel Tirolo storico, che possono talvolta portare bevande per i musicisti o gli spettatori. Marketenderinnen è quindi utilizzato anche per designare i membri femminili delle associazioni di Schützen.
Il ruolo delle donne nell'ambito delle associazioni è peraltro oggetto di critiche, per il ruolo subalterno a cui sono relegate.
Come fonti di ispirazione storica per la figura delle "Marketenderinnen", gli Schützen commemorano alcune donne, che peraltro vivandiere non erano. Esempio sono Katharina Lanz (figura largamente inventata e famosa per la sua supposta partecipazione alla battaglia di Spinga) e la trentina Giuseppina Negrelli. Le figure di entrambe sono state ampiamente reinventate, in funzione del loro sfruttamento in chiave patriottica tirolese.
Giuseppina Negrelli aveva combattuto travestita da uomo al comando di un battaglione di Schützen nel Primiero del 1809, ma non venne mai commemorata come un'eroina popolare. Per il Tirolo nazionalista dei primi del Novecento non poteva infatti essere un'italiana una figura da celebrare; per la cultura trentina di stampo irredentistico invece, i concittadini che avevano partecipato alle lotte antinapoleoniche a sostegno degli Asburgo suscitavano imbarazzo e nessun interesse storiografico. Gli Schützen trentini hanno riscoperto la sua figura: se dietro il silenzio di ieri vi era l'imbarazzo davanti a una donna dalla nazionalità "sbagliata", dietro le celebrazioni vi è un "uso strumentale volto a ricostruire l'identità tirolese dei trentini".
Una descrizione celebrativa delle "vivandiere" nell'area del Tirolo storico si può trovare nel manoscritto ottocentesco Cose avvenute nel Trentino dal 1796 al 1812 di Giovanni Angelo Ducati (1774-1844), originario di Vattaro e già funzionario del principato vescovile di Trento. Da quanto emerge da studi recenti, il ruolo della vivandiera così come viene oggi presentata come figura storica risulta completamente inventata e relativamente recente.

## Culto del Sacro Cuore
In ricordo di un voto effettuato dalla sua Landstand (dieta territoriale) il 31 maggio 1796, il Tirolo è devoto al culto del Sacro Cuore di Gesù. Le associazioni Schützen in occasione della ricorrenza sono parte attiva nell'organizzazione dei falò celebrativi: gli Herz-Jesu-Feuer.

## Alpenregionstreffen
Ogni due anni si tiene un raduno di tutte le compagnie dell'arco alpino, detto Alpenregionstreffen, ospitato a rotazione in uno dei seguenti territori: provincia autonoma di Trento, provincia autonoma di Bolzano, Tirolo austriaco, Baviera.
- 2008: Ohlstadt (D-BY)
- 2010: Fulpmes (A-7)
- 2012: Folgaria (I-TN)
- 2014: Villabassa (I-BZ)
- 2016: Waakirchen (D-BY)
- 2018: Mayrhofen (A-7)
- 2022: San Martino in Passiria (I-BZ) [88]